# Stefan Sienicki (1897–1970)
Stefan Sienicki (ur. 4 grudnia 1897 w Warszawie, zm. 28 listopada 1970 w Warszawie) – polski architekt, projektant wnętrz, profesor Politechniki Warszawskiej.

## Życiorys
Syn Stefana i Antoniny z Maliszewskich urodzony 4 grudnia 1897 w Warszawie. W 1914 ukończył Szkołę Realną im. Stanisława Staszica Stowarzyszenia Techników w Warszawie.
Od 1916 do 1918 studiował w Wojskowej Szkole Inżynieryjnej w Kijowie. W tym okresie służył w miejscowym batalionie telegraficznym w stopniu szeregowca. 8 stycznia 1924 został zatwierdzony w stopniu porucznika ze starszeństwem z dniem 1 czerwca 1919 i 167. lokatą w korpusie oficerów rezerwy łączności. Posiadał wówczas przydział w rezerwie do 3 pułku łączności w Grudziądzu. W tym samym roku został przeniesiony w rezerwie do 1 pułku łączności. W 1934, jako oficer rezerwy pozostawał w ewidencji Powiatowej Komendy Uzupełnień Warszawa Miasto III. Posiadał przydział w rezerwie do Centrum Wyszkolenia Łączności w Zegrzu. Na stopień kapitana rezerwy został awansowany ze starszeństwem z dniem 1 stycznia 1936 i 2. lokatą w korpusie oficerów łączności.
W 1925 został absolwentem Wydziału Architektury Politechniki Warszawskiej. Od 1930 pracował tam jako starszy asystent w Zakładzie Rysunku Zygmunta Kamińskiego. W 1936 obronił pracę doktorską pt. Meble kolbuszowskie (promotor – Oskar Sosnowski, rok później zaś habilitował się (rozprawa – Sklep detaliczny, wydana we Lwowie w 1936). W 1936 wszedł w skład rady Wydziału Architektury. Od 1935 do 1939 kierował tam Studium wnętrz i sprzętu. W latach 1925–1927 pracował w pracowni architektonicznej Zdzisława Mączeńskiego. W 1927 założył własną pracownię. Sprawował także funkcję kierownika pracowni architektonicznej Ministerstwa Wyznań Religijnych i Oświecenia Publicznego (1929–1939), gdzie przygotowywał zeszyty z wzorcowymi projektami szkół powszechnych, przedszkoli gimnazjów, oraz kierownika architektonicznego firm meblowych Thonet (1928–1938) i Gościcino (1938–1939). Stworzył wystawy Meble wnętrz mieszkalnych w Instytucie Propagandy Sztuki (1937) i Sklep detaliczny w Izbie Przemysłowo-Handlowej (1939). 
Uczestniczył w kampanii wrześniowej. 11 września 1939 w Okręgowym Punkcie Zbornym w Lublinie razem z kpt. piech. Józefem Kosseckim i ppor. adm. Wincentym Ogrodzińskim otrzymał z Komendy Garnizonu i Miasta rozkaz wyjazdu do Łucka. Został ranny w bitwie pod Krasnymstawem. 18 września 1939 w Kowlu dostał się do niewoli radzieckiej. Przebywał w Obozie NKWD w Kozielsku.
5 kwietnia 1940 został wpisany na listę nr 017/2 oficerów Wojska Polskiego przekazanych do dyspozycji naczelnika Zarządu NKWD Obwodu Smoleńskiego i zamordowanych między 9 a 11 kwietnia 1940 w Katyniu. Został uznany za ofiarę zbrodni katyńskiej i jako ofiara tej zbrodni wymieniony m.in. w opublikowanej w 2000 „Księdze Cmentarnej Polskiego Cmentarza Wojennego” w Katyniu. Na stronie internetowej Instytutu Pamięci Narodowej przy opisie dokumentów ujawnionych podczas ekshumacji zwłok kapitana Józefa Kosseckiego w dalszym ciągu podawana jest informacja o jego śmierci w Katyniu. Późniejsze badania wykazały, że nie został przekazany do dyspozycji naczelnika Zarządu NKWD Obwodu Smoleńskiego, lecz przeniesiony do obozu juchnowskiego razem z gen. bryg. Jerzym Wołkowickim i Wilhelmem Dörnem.
18 czerwca 1940 został przeniesiony do Obozu NKWD w Griazowcu, w którym wygłaszał odczyty na temat historii architektury wnętrz. 3 września 1941 został zwolniony i skierowany do Tockoje. Od 1941 do 1943 zajmował funkcję zastępcy szefa budownictwa armii gen. Andersa. Od 1943 wykładał rysunek odręczny, projektowanie wnętrz oraz architekturę przemysłową i handlową w Polskiej Szkole Architektonicznej przy uniwersytecie w Liverpoolu. Zasiadał w jej Radzie Studiów, od 16 listopada do 1 grudnia 1945 był jej przewodniczącym (dyrektorem uczelni). W czasie pobytu w Wielkiej Brytanii prowadził badania nad budową zakładów przemysłowych w Anglii i Szkocji.
Od listopada 1945 jako docent wykładał projektowanie wnętrz na Wydziale Architektury Politechniki Warszawskiej. Od 1947 do końca życia kierował Katedrą Projektowania Zespołów Przemysłowych, od 1951 pod nazwą Katedra Architektury Przemysłowej, a od 1958 – Projektowania Zakładów Przemysłowych. W 1960 przez kilka miesięcy pełnił funkcję dziekana Wydziału Budownictwa Przemysłowego. Od 20 czerwca 1949 posiadał tytuł profesora nadzwyczajnego, od 13 grudnia 1962 – zwyczajnego. W latach 1946–1948 był naczelnikiem Wydziału Budownictwa Przemysłowego w Ministerstwie Przemysłu i Handlu, od 1948 do 1949 dyrektorem technicznym Centralnego Biura Studiów i Projektów Budownictwa Przemysłowego. Od 1949 do 1956 kierował Instytutem Urbanistyki i Architektury przy Ministerstwie Budownictwa. W 1956 został konsultantem przy Biurze Projektów Prozamet. Zajmował także stanowiska wiceprezesa Stowarzyszenia Architektów Polskich (1948), wiceprezesa Polskiego Związku Inżynierów i Techników Budownictwa (1948) oraz zastępcy przewodniczącego Rady Głównej Naczelnej Organizacji Technicznej (1949–1952). Od 1948 należał do Polskiej Partii Robotniczej, a potem do Polskiej Zjednoczonej Partii Robotniczej.
W małżeństwie z Zofią ze Smoleńskich (1898-1988) miał dwóch synów: Stefana Józefa (1926-2001), inżyniera architekta, wykładowcę w szkole architektury w Montrealu, i Jacka (1928-2000), malarza, profesora ASP w Warszawie.
Spoczywa na cmentarzu Powązkowskim w Warszawie (kwatera 4-6-2/3).

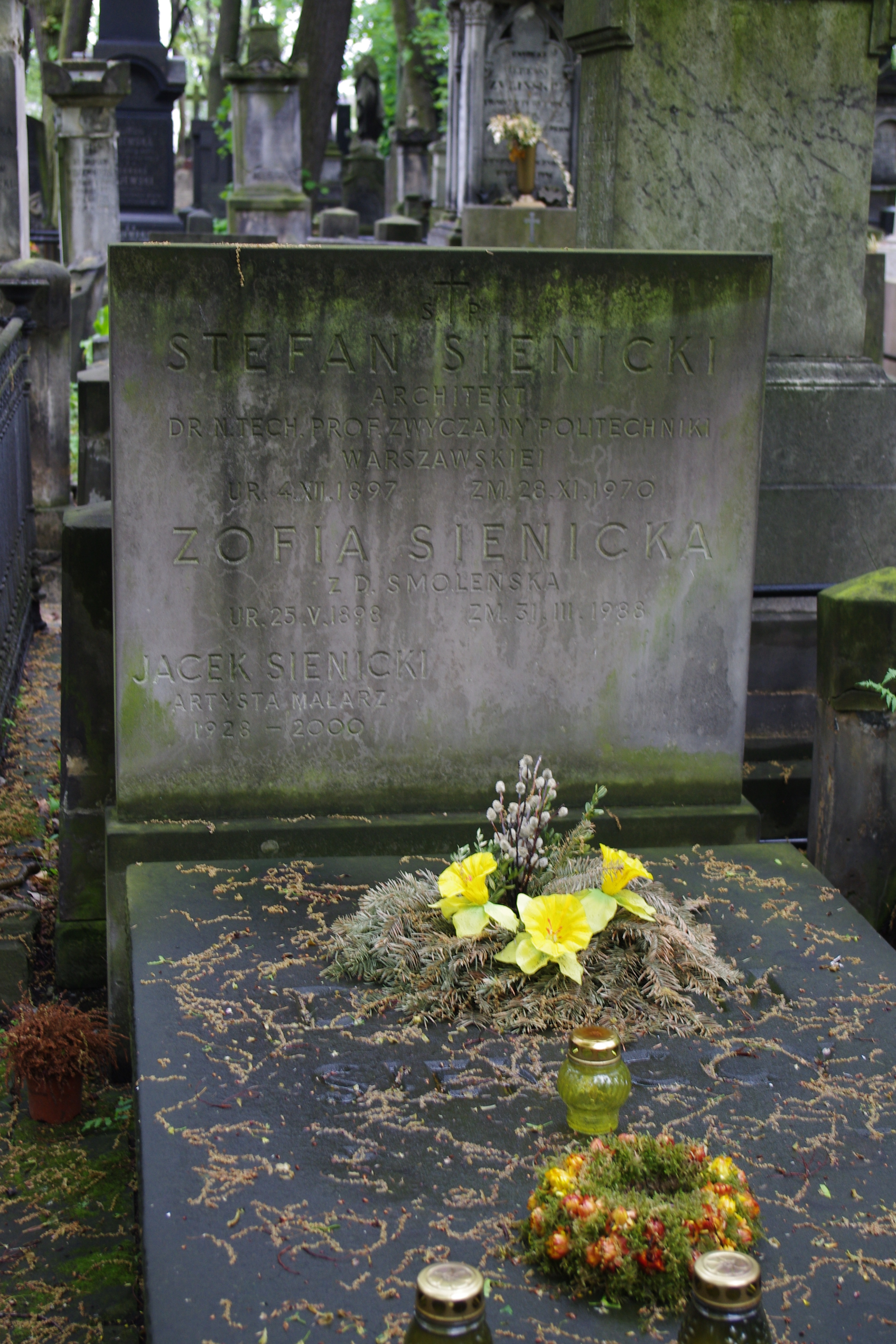
Grób Stefana Siennickiego, jego żony i obu synów na Starych Powązkach w Warszawie

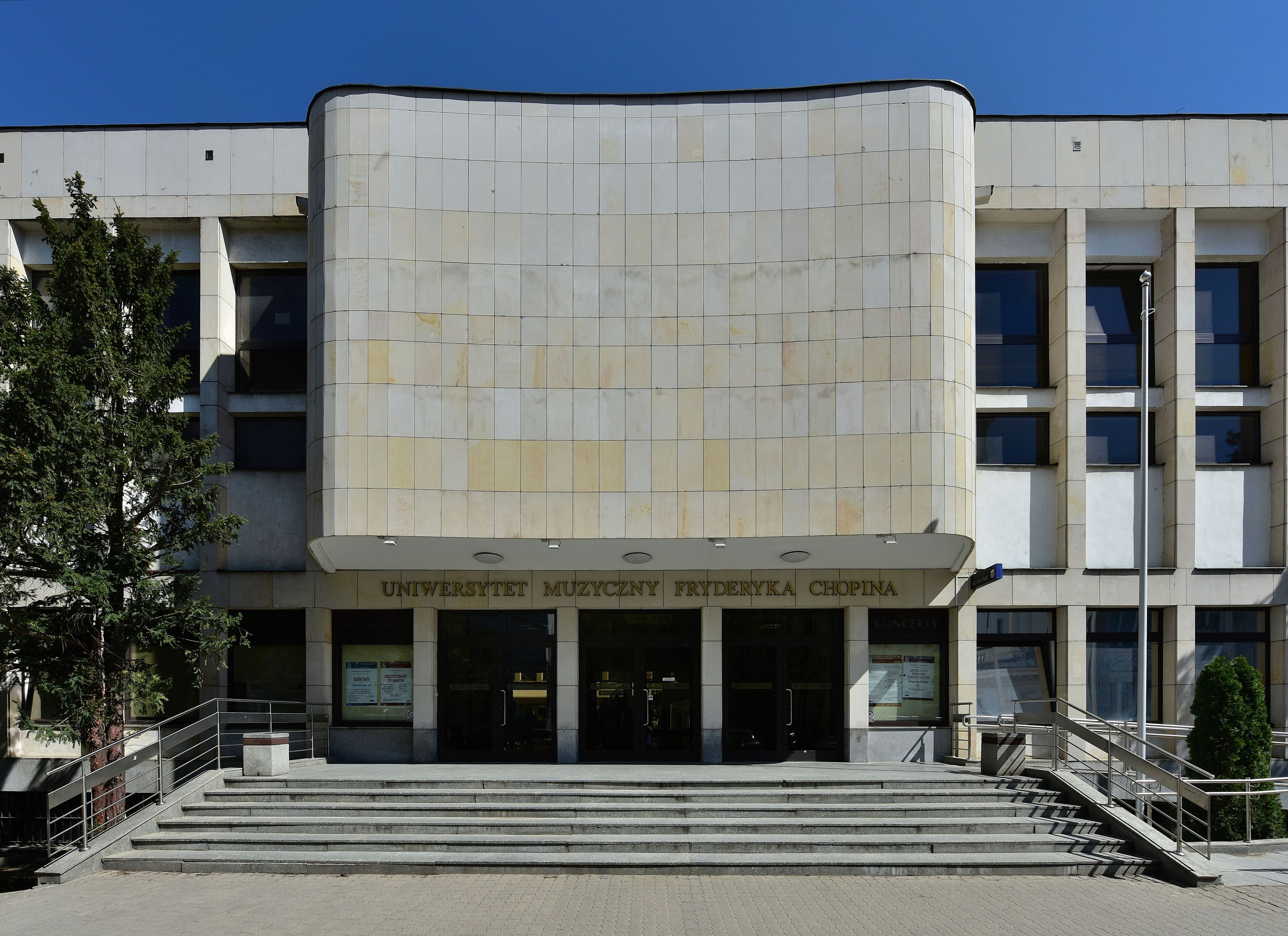
wejście główne do siedziby Uniwersytetu Muzycznego Fryderyka Chopina

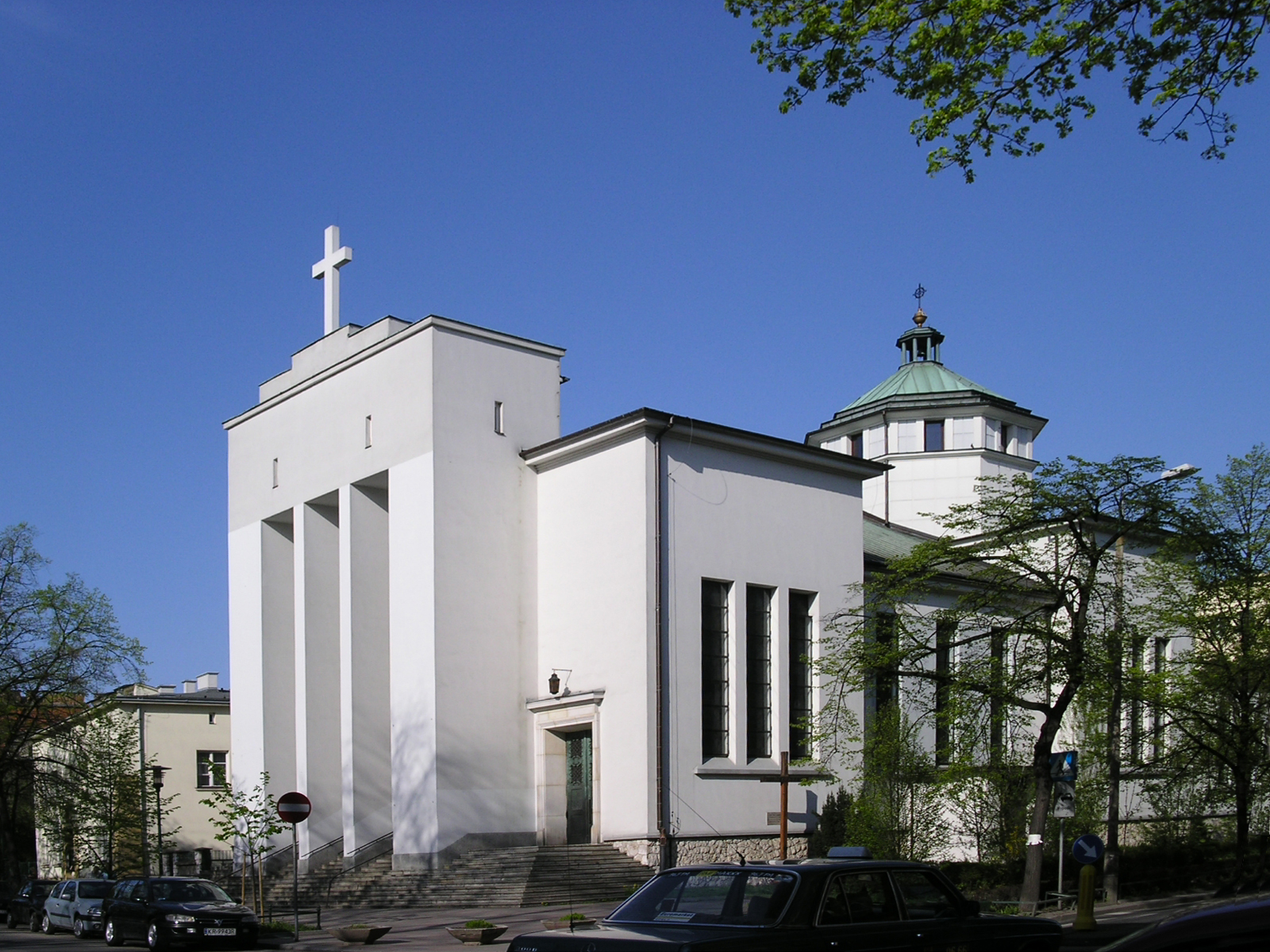
Kościół św. Szczepana w Krakowie

## Najważniejsze dzieła
- siedziba Akademii Muzycznej, obecnie Uniwersytetu Muzycznego Fryderyka Chopina w Warszawie (1959-66, z Witoldem Benedekiem, Stanisława Niewiadomskim i Władysławem Strumiłłą[16]
- Kościół św. Szczepana w Krakowie (1927, ze Zdzisławem Mączeńskim)
- kościół w Krajnie (1927, ze Zdzisławem Mączeńskim)
- zespół domów Spółdzielni „Ognisko” Ministerstwa Sprawiedliwości w al. Niepodległości 212-216 w Warszawie (1947, ze Stanisławem Jankowskim, Stefanem Kraskowskim, Józefem Krupą i Romanem Felińskim)[17]
- domy osiedla Klarnerowo w Starachowicach (1932–1938)[18]
- gimnazjum kupieckie w Zgierzu
- szkoła powszechna w Łodzi
- wnętrze sali Sejmu (1947)
- wnętrza siedziby YMCA w Warszawie[19]
- wnętrza dworca kolejowego w Będzinie
- wnętrza pawilonów Zakładów Starachowickich na Powszechnej Wystawie Krajowej w Poznaniu

## Najważniejsze publikacje
- Materiały do projektowania zakładów przemysłowych (Wydawnictwo Ministerstwa Odbudowy, Warszawa 1947)
- Wzorcowe projekty sklepów detalicznych (Zakłady Wydawnictw Spółdzielczych, Warszawa 1951, ze Stanisławem Kozińskim)
- Historia architektury wnętrz mieszkalnych (Wydawnictwo Budownictwo i Architektura, Warszawa 1954)
- Budownictwo przemysłowe. Poradnik architekta (Wydawnictwo Budownictwo i Architektura, Warszawa 1956, redaktor)
- Wnętrza mieszkalne. Rys historyczny (Wydawnictwo Arkady, Warszawa 1962)

## Ordery i odznaczenia
- Krzyż Kawalerski Orderu Odrodzenia Polski (3 lutego 1947)[20]
- Złoty Krzyż Zasługi (11 listopada 1936)[21]

## Nagrody
- Nagroda Państwowa III stopnia (ze Stanisławem Kozińskim) za naukowe opracowanie wnętrz szkół, obiektów przemysłowych i wnętrz sklepowych (1951)
- I nagroda w konkursie na regulację i rozbudowę miasta Radomia (1926, ze Stanisławem Filipkowskim)
- I nagroda w konkursie na zespół gmachów szkół powszechnych w Łodzi (1930, z K. Gawrońskim)
- I nagroda w konkursie na projekt Akademii Muzycznej w Warszawie (1958)[22]
- II nagroda w konkursie na gmach Ministerstwa Wyznań Religijnych i Oświecenia Publicznego (z Bohdanem Pniewskim)
- II nagroda w konkursie na gmach Ministerstwa Poczt i Telegrafów (z Janem Stefanowiczem)
- II nagroda w konkursie na gmach Muzeum Narodowego (z B. Żukowskim i Jadwigą Dobrzyńską)
- II nagroda w konkursie na gmach SGGW (z Jadwigą Dobrzyńską)
- III nagroda w konkursie na gmach BGK (z Bohdanem Pniewskim i Janem Stefanowiczem)